# 'Ndrangheta in provincia di Catanzaro
(Nicola Gratteri, in un colloquio con l'Agi, 29 aprile 2018)

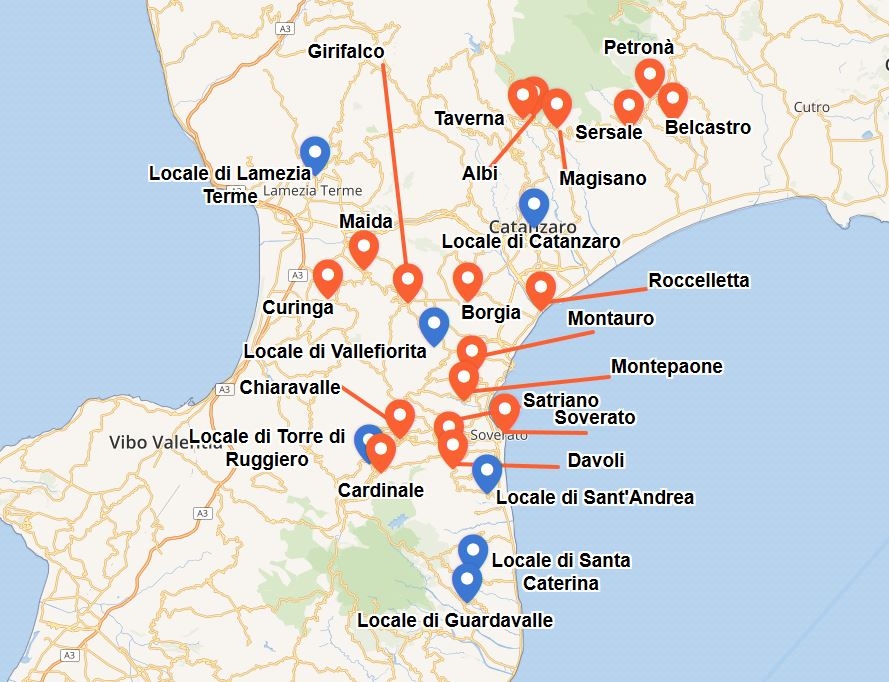
'ndrangheta in provincia di Catanzaro (2018)

La 'ndrangheta in provincia di Catanzaro è un fenomeno di lungo corso, con una presenza capillare nell'area catanzarese. Come affermato nel Gennaio 2019 dal presidente della Corte d'Appello di Catanzaro Domenico Introcaso, vi sarebbero almeno 2000 affiliati. Le prime testimonianze di questo fenomeno risalgono al lontano 1887 a Nicastro (nell'odierna area lametina), per poi emergere nuovamente nel 1903 nella città di Catanzaro. Le famiglie criminali del catanzarese hanno storicamente subito l'influenza della famiglia Mancuso di Limbadi, degli Arena di Isola Capo Rizzuto e, attualmente, dei Grande Aracri di Cutro. Le 'ndrine del catanzarese sono attive in diverse attività criminali tra cui: estorsione, sfruttamento della prostituzione e traffico di sostanze stupefacenti.
Tra le famiglie più note si annoverano i Gaglianesi e la cosiddetta 'cosca degli Zingari',  entrambi operanti nei quartieri meridionali di Catanzaro. A Lamezia Terme, il territorio è spartito tra i clan Iannazzo Cannizzaro-Daponte, Torcasio-Cerra-Gualtieri e Giampà. Nel basso catanzarese si trovano i Gallace di Guardavalle, affiancati dai Sia-Procopio-Tripodi attivi a Soverato. Nelle aree delle pre-serre catanzaresi operano gli Iozzo-Chiefari di Chiaravalle, mentre nella zona della pre-Sila sono presenti i Pane-Iazzolino e i Carpino-Scumaci-Bubbo. Risultano inoltre attive (dati aggiornati al 2018) le famiglie Catarisano-Abbruzzo-Gualtieri-Cossari a Borgia e i Tolone-Catroppa a Vallefiorita.

## Storia

### Dalla fine del XIX secolo agli anni '80
La storia della 'ndrangheta catanzarese ebbe inizio nella seconda metà del XIX secolo: nel 1887 a Nicastro (Lamezia Terme) venne segnalata la prima presenza di camorristi e, nel 1888, lì venne ritrovato il primo codice con le regole dell'organizzazione criminale.
Nel 1903, invece, a Catanzaro venne decapitata l'organizzazione definita come "Società della malavita catanzarese".
Nel 2007, col pentimento di Angela Donato di Acconia di Curinga venne alla luce il rapporto sentimentale tra questa e i mafiosi Giuseppe Vescio e Tonino De Sensi, cosa che le permise di conoscere i capi della 'ndrangheta lametina degli anni '60: Luciano Mercuri, Cadorna, Egidio Muraca, Cannà ed altri ancora. Raccontò anche che Tonino De Sensi avrebbe ucciso il suo capo Luciano Mercuri, diventando per un periodo il boss di Nicastro, per essere poi ucciso a sua volta il giorno del proprio matrimonio. Le attività principali svolte dalle 'ndrine riguardavano il contrabbando di tabacco e sigarette, nonché lo smercio di soldi falsi.
Il 3 luglio 1975 viene ucciso l'avvocato generale Francesco Ferlaino.

### Anni '90: La faida di Petronà; lo scioglimento di Lamezia Terme
Negli anni '90 scoppiò una faida nella pre-sila catanzarese tra i Bubbo e i Carpino.
Il 4 settembre 1991 il vicequestore De Felice trovò un codice della 'ndrangheta con descritti i riti di affiliazione.
Nel 1991 venne sciolto per mafia per la prima volta il comune di Lamezia Terme.
L'anno successivo fu la volta di Isca sullo Ionio.
Il 19 agosto 1992, con l'uccisione di Gaetano Elia, scoppiò la faida di Petronà che avrebbe portato ad altri 6 omicidi e 6 tentati omicidi. La faida arrivò anche a Lecco dove fu ferito lo zio di Gaetano: Vittorio Tallarico.
Nel 1993 con l'operazione Falco-Ghibli si mise in evidenza per la prima volta l'influenza dei Mancuso di Limbadi (provincia di Vibo Valentia) sull'area. Nel 1994 il capo dei Gaglianesi, Tommaso Mazza divenne un pentito. Grazie a questa inchiesta venne alla luce che Catanzaro in questo periodo era sotto l'influenza dei Gaglianesi ( guidati da Girolamo Costanzo), dei Critelli e dei Catanzariti.
- 24 giugno 1993 - Operazione Falco-Ghibli[10][11]
- 1995 - Operazione Faggio coordinata dalla DDA di Catanzaro che fece luce sulla cruenta faida dei boschi scoppiata negli anni settanta, dove vengono coinvolte in particolare le famiglie dei Vallelunga, Turrà da una parte e dall'altra gli Emanuele, Nardo e Ciconte.[14][15][16][17]

### Anni 2000: La faida di Lamezia Terme; la faida dei boschi
Dal 2000 fino al 2015 a fasi alterne è in corso la faida di Lamezia Terme tra i Cerra-Torcasio e gli Iannazzo-Giampà. Con l'operazione Andromeda conclusasi il 14 maggio 2015, i magistrati hanno documentato l'arrivo ad una pace tra i due schieramenti anche grazie alla mediazione di clan del reggino.
Nel 2002 viene sciolto per la seconda volta il comune di Lamezia Terme a causa di "consiglieri comunali legati a rapporti di parentela con persone appartenenti alla 'ndrangheta" nonché l'assunzione di persone in "odor di mafia". Nello stesso anno succede anche a Botricello poi annullato dal DPR e a Guardavalle.
Il 3 maggio 2003 viene sciolto il comune di Botricello, provvedimento che viene annullato dal Tar e confermato in appello dal consiglio di stato. L'ex sindaco il 24 luglio 2013 ottiene dal Tar del Lazio anche un risarcimento per i danni subiti.
Dal 2009 al 2011 la Faida dei boschi ha interessato anche il soveratese con il coinvolgimento dei Sia-Procopio-Lentini contrapposti ai Todaro-Chiefari (referenti dei Gallace nel soveratese).
Nella guerra sono morti Giuseppe Todaro, Vittorio Sia, Agostino Procopio e i cugini Pietro e Domenico Chiefari. La pronta reazione delle forze dell'ordine con le operazioni Showdown (2009-2011) e Showdown 2 ha colpito duramente le due fazioni.
- 7 gennaio 2003 - Operazione Prima contro gli Anello-Fruci e i Vallelunga[23][24][25][26].
- 2004 - Operazione Decollo rivela un traffico di droga tra Sud America, Europa e Australia. La droga arrivava al Porto di Gioia Tauro in lastre di marmo. Parte del denaro fruttato da questo traffico si scoprì che alcuni affiliati di una 'ndrina di Gioiosa Jonica tentarono di riciclarlo con una falsa vincita al Superenalotto.[27][28][29]
- 22 settembre 2005 - Operazione Appia-Mythos, eseguita dalla DDA di Roma e Catanzaro contro una filiale dei Gallace-Novella a Nettuno per infiltrazioni nell'edilizia e nell'urbanistica. L'operazione successivamente porterà allo scioglimento del comune nel novembre dello stesso anno.[30]
- 5 giugno 2008 - Operazione Effetto Domino contro gli Anello-Fruci, i Cerra-Torcasio-Gualtieri, gli Iannazzo e i Passafaro[31][32][33][34].
- Il 9 gennaio 2009 ha luogo a Lamezia Terme l'operazione Nuntius che porta all'arresto di 4 persone di spicco dei Torcasio per tentata estorsione ad un imprenditore. Sono fratelli Pasquale e Domenico Torcasio, il nipote Vincenzo Torcasio e il cugino Alessandro Torcasio[35].
- Il 10 febbraio 2009 si conclude l'operazione Chiosco Grigio del GICO della Guardia di Finanza di Catanzaro ed iniziata nel 2007 che vede coinvolto Domenico Trimboli in un traffico di droga internazionale dalla Colombia, passando per la Spagna e finendo in Piemonte, Lombardia, Lazio e Campania. I luoghi per discutere dei traffici avveniva ad Alessandria[36].

### Anni 2010: Il Gruppo Storico della Montagna; la faida del Reventino
- Il 15 dicembre 2011 La Direzione distrettuale antimafia di Catanzaro porta a termine l'operazione di polizia Showdown contro le 'ndrine Sia-Procopio-Tripodi e fa luce sulla faida in atto dal 2008[37][38][39].
- 25 gennaio 2012 operazione Light in the woods eseguita dalla Polizia di Stato e coordinata dalla Dda di Catanzaro contro presunti capi e gregari del Locale di 'ndrangheta dell'Ariola (Gerocarne) (comprendente le famiglie: Loielo, Gallace, Emanuele e Maiolo) le accuse sono di: omicidio, tentato omicidio, danneggiamenti, estorsioni, infiltrazioni nella pubblica amministrazione, turbativa d'asta, infiltrazioni nelle consultazioni elettorali.[40]
- L'8 agosto 2012, nell'operazione Confine, vengono arrestate dai Carabinieri 16 persone del sodalizio Leuzzi-Ruga-Vallelonga di Monasterace, Stilo, Riace e Stignano e della Locale di Caulonia accusati di associazione mafiosa, di cui alcuni accusati di omicidio nei confronti di Damiano Vallelonga e tentato omicidio ai danni di Enzo Cavallaro, azioni intraprese nella cosiddetta nuova faida dei boschi[41][42].
- Il 19 gennaio 2013 in un bar a Decollatura vengono uccisi Francesco Iannazzo e Giovanni Vescio, due lametini considerati vicini alla famiglia Scalise. A commettere il duplice omicidio, ripreso dalle telecamere di sorveglianza, fu Domenico Mezzatesta con la complicità del figlio Giovanni, che insieme a Scalise e altri formavano il Gruppo Storico della Montagna[43][44]. Giovanni venne subito arrestato, mentre Domenico si costituì solo dopo un periodo di latitanza. Proprio qualche periodo prima del fatto di sangue la famiglia Mezzatesta subì degli attentati intimidatori riconducibili a questioni interne tra le famiglie decollaturesi[45]. Successivamente, il 28 giugno 2014 Daniele Scalise, figlio del capostipite Pino e in forte ascesa nell'ambiente criminale, si trovava nella zona di Soveria Mannelli e stava lavorando con un escavatore quando venne freddato da tre colpi di kalashnikov al petto[46]. Secondo le testate giornalistiche del luogo, citando le indagini, a fare da specchietto per le allodole fu un intimo di Domenico Mezzatesta, già componente del Gruppo Storico della Montagna, tale Luigi Aiello che trovò poi la morte in un agguato il 21 dicembre dello stesso anno[43][47][48]. Il 9 agosto 2016 avviene un delitto eccellente: mentre rientra nella sua abitazione a Lamezia Terme viene ucciso l'avvocato Francesco Pagliuso, noto penalista di successo originario di Soveria Mannelli, legale storico delle famiglie Scalise e Mezzatesta, impegnato inoltre in diversi processi di 'ndrangheta[49]. Il 24 giugno 2017 alla stazione di Catanzaro il dipendente delle Ferrovie della Calabria Gregorio Mezzatesta, fratello di Domenico, perde la vita a colpi di pistola; il 31 luglio viene arrestato Marco Gallo accusato di essere l'autore materiale dell'omicidio, un anno dopo si scoprirà che fu lo stesso che uccise l'avvocato Pagliuso[47]. Secondo la magistratura il mandante di entrambi gli omicidi fu Luciano Scalise, fratello di Daniele[45][49]. Nella mattinata del 10 gennaio 2019 i Carabinieri del Comando Provinciale di Catanzaro hanno dato esecuzione a un provvedimento di fermo emesso dalla Procura Distrettuale di Catanzaro, diretta dal Procuratore Nicola Gratteri, provvedimento che mise luce sul Gruppo Storico della Montagna e sulla faida tra le famiglie Scalise e Mezzatesta, passata alle cronache come "la faida del Reventino"[44].
- Il 29 maggio 2013, durante l'operazione Piana condotta dalla DIA, vengono arrestati a Lamezia Terme 4 imprenditori che si presume siano legati ai Giampà e sequestrati beni del valore di 25 milioni di euro[50].
- Il 3 luglio 2013, durante l'operazione Itaca-Freeboat vengono arrestate 25 persone di cui alcune affiliate alla cosca Gallace e ad altre, tra cui imprenditori e professionisti, fiancheggiatori di essa, sarebbe coinvolto anche il sindaco di Badolato. Le accuse sono di estorsione, associazione mafiosa, usura e spaccio di droga[51][52].
- Il 26 luglio 2013 si conclude l'operazione Perseo della Polizia di Stato che porta a 65 arresti con le accuse di associazione mafiosa, estorsione, truffa assicurativa e di diversi omicidi in relazione alla faida di Lamezia Terme svoltasi tra il 2005 e il 2011. Tra gli arrestati figura anche il consigliere provinciale Giampaolo Bevilacqua[53].
- Il 2 aprile 2014 si conclude l'operazione della Guardia di Finanza Metastasi che porta all'arresto di 10 persone tra cui presunti esponenti dei Trovato del locale di Lecco, il consigliere comunale di Lecco Franco Palermo che sarebbe anche affiliato e il sindaco del comune di Valmadrera Marco Rusconi; sono stati sequestrati anche 17 immobili, 5 auto e due bar e quote di partecipazione ad alcune società[54][55].
- Il 14 maggio 2014 vengono arrestate 24 persone nell'operazione Chimera che operavano nello spaccio di droga a Capizzaglie (Lamezia Terme) ma anche traffico di armi e estorsioni[56].
- Il 28 ottobre 2014 ha luogo a Lamezia Terme l'operazione Chimera 2 che porta all'arresto di 18 persone: Pasquale Torcasio, Domenico Torcasio, Giovanni Torcasio, Federico Gualtieri, Nicola Gualtieri, Francesco Gualtieri, Giuseppe Rainieri, Luciano Cimino, Giancarlo Chirumbolo, Luciano Arzente, Nino Cerra, Angelo Francesco Paradiso, Antonio Gualtieri, Cesare Gualtieri, Massimo Crapella, Giuseppe Gullo, Nicola Gualtieri, Vincenzo Torcasio[57].
- Il 9 ottobre 2015, con l'operazione Showdown 2 vengono sequestrati alla cosca Sia beni dal valore di 2,2 milioni di euro dalla Guardia di finanza di Catanzaro.[58][59]

### Anni 2010: Lo scioglimento dei comuni di Petronà, Sorbo San Basile e Lamezia Terme; Catanzaro divisa tra i Mancuso e le 'ndrine di Isola Capo Rizzuto
- Il 21 marzo 2016 si conclude l'operazione Nettuno della Guardia di Finanza che porta al sequestro di beni del valore di 5000 milioni di euro riconducibili ad affiliati degli Iannazzo e tra cui il centro commerciale dei due Mari di Maida (CZ), l'ipermercato Midway di Lamezia Terme. Questi di proprietà dell'imprenditore Francesco Perri, accusato di essere effettivamente sodale con il capocosca Vincenzino Iannazzo[60].
- Il 29 novembre 2016 si conclude l'operazione Borderland che arresta 48 persone presuntamente coinvolte nella cosca Trapasso di Cropani (CZ) e Tropea di Catanzaro ad essa sodale. Le cosche attraverso 2 uomini avevano interessi anche in Emilia-Romagna, soprattutto a Parma (ma anche Bologna e Reggio Emilia). Nel comune d'origine alle ultime elezioni del 2014 avrebbero sostenuto l'attuale vicesindaco ed erano coinvolti nelle attività di diversi villaggi turistici[61][62][63].
- Il 10 gennaio 2017 si conclude l'operazione Showdown 3 che porta all'arresto di 3 persone: Massimiliano Catanzariti, Massimiliano Sestito e Cosimo Zaffino, presunte affiliate ai Sia e accusate di associazione mafiosa, i quali avrebbero tentato di riacquisire il controllo criminale sull'area di Soverato. Zaffino sarebbe il capo di una 'ndrina a Gagliato[64][65].
- Il 31 gennaio 2017 si conclude l'operazione Dioniso e vengono eseguiti 47 arresti (di cui 23 ai domiciliari) nei confronti di presunti affiliati dei Torcasio-Gualtieri-Cerra che avevano gestito fino ad ora tre piazze di spaccio a Lamezia Terme: Trempa, Ciampa di Cavallo e Capizzaglie, con cocaina fornita dagli Strangio di San Luca, e la marijuana da elementi criminali pugliesi e albanesi[66][67][68].
- Febbraio 2017 si conclude l'operazione Nuove Leve contro i Giampà accusati di associazione mafiose ed estorsione[69].
- Operazione the Jackal contro 6 pregiudicati riconducibili ai Gaglianesi accusati di estorsione, riciclaggio e ricettazione[69].
- Il 15 maggio 2017 si conclude l'operazione Johnny della DDA di Catanzaro che porta all'arresto di 68 persone, molte riconducibili a membri degli Arena e che disvela il nuovo assetto della città di Catanzaro in cui sarebbe riconfermata la presenza dei Gaglianesi, dei Mancuso di Vibo Valentia, e degli Arena con referente Nico Gioffrè[12] almeno dal 2014 il quale avrebbe affidato l'area nord a Luigi Miniaci, Germaneto a Costantino Lionetti e l'area sud a Santo Mirarchi, imparentato con i rom Berlingeri[12]. Infine sarebbero in città anche i Grande Aracri.
- Il 23 maggio 2017 si conclude l'operazione Crisalide che porta all'arresto di 52 presunti affiliati dei Cerra-Torcasio-Gualtieri accusati a vario titolo di traffico di droga, estorsione, danneggiamenti, possesso illegale di esplosivi e associazione mafiosa. Nel conseguente processo ben 7 pentiti rilasciano a verbale informazioni sulle dinamiche interne della 'ndrina[70][71].
- Il 24 maggio 2017 si conclude l'operazione Area 51 che porta all'arresto di 21 persone, di cui presunti esponenti di 'ndrangheta dei Gallace che avevano base logistica ad Arluno, in Provincia di Milano da cui, almeno dal 2013, avrebbero organizzato traffici internazionali di cocaina con alcuni colombiani rifornendo in particolare la città stessa di Arluno, Sedriano e Vittuone. Il rapporto tra i Gallace di Guardavalle (CZ) e Arluno sarebbe stato gestito da Raffaele Procopio mentre il gruppo era guidato da Francesco Riitano, cugino di primo grado di Vincenzo Gallace (in carcere). Infine all'aeroporto di Malpensa due tecnici che si stavano apprestando a studiare le carlinghe degli aerei per poter all'interno nascondere lo stupefacente[72][73].
- 8 giugno 2017: Operazione Crisalide 2, 7 arresti contro i Cerra-Torcasio.[74]
- A giugno 2017 viene sciolto il comune di Sorbo San Basile[69][75].
- A giugno 2017 scatta l'operazione Filo Rosso contro la cosca Giampà[69].

Il 22 novembre 2017 viene sciolto il comune di Petronà e per la terza volta il comune di Lamezia Terme.
Quest'ultimo a causa di numerose contingenze di tipo mafioso tra cui l'indagine per concorso esterno del vicepresidente del consiglio comunale, del fidanzato affiliato ai Gualtieri di una consigliera e per un candidato al consiglio comunale del 2015 ripreso dalle telecamere che chiedeva il sostegno elettorale a dei capi 'ndrina.
- L'8 dicembre 2017 si conclude l'operazione Pietranera della squadra mobile di Catanzaro con cui hanno arrestato 7 presunti affiliati ai Gallelli che imponevano la guardia ad una grande azienda agricola di Badolato ma anche accusati di aver ottenuto illecitamente contributi dell'Unione europea.[76][77]
- Il 20 aprile 2018 si conclude l'operazione Kaleos viene arrestato un gruppo di criminali di Cerignola (Foggia) che nel 2016 avevano rapinato il caveau di Sicurtransport nell'area industriale di Caraffa di Catanzaro per un valore di 8 milioni di euro insieme ad elementi della criminalità catanzarese e lasciando parte del bottino alla 'ndrangheta locale[78][79].
- Il 12 luglio 2018 si conclude l'operazione Via col vento che porta all'arresto di 13 persone presunte sodali delle 'ndrine Paviglianiti, Mancuso, Anello e Trapasso che volevano infiltrarsi negli appalti di costruzione dei parchi eolici delle province di Reggio Calabria, Crotone, Vibo Valentia e Catanzaro e accusate a vario titolo di associazione mafiosa, estorsione e illecita concorrenza[80][81]. Tra gli arrestati anche il sindaco di Cortale (CZ)[80].
- Il 12 novembre 2018 si conclude l'operazione Quinta Bolgia della Direzione distrettuale antimafia che porta a 24 ordinanze di custodia cautelare per la cosca degli Iannazzo-Daponte-Cannizzaro e Giampà che fanno riferimento a Vincenzo Torcasio ma anche per due esponenti politici: il consigliere di Lamezia Terme Luigi Muraca e l'ex deputato Giuseppe Galati (deputato dal 1996 al 2018) e alcuni dirigenti comunali. Sarebbero accusati di essersi inseriti illecitamente nella gestione delle ambulanze, delle onoranze funebri e della fornitura di materiale sanitario dell'azienda sanitaria provinciale[82][83]. Successivamente, il 19 febbraio 2020 il Pubblico Ministero richiede l'archiviazione per Galati e il Gip di Catanzaro proscioglie l'ex parlamentare. L'archiviazione attesta, dunque, l'estraneità di Galati nella vicenda che ha coinvolto l'Asp di Catanzaro[84].
- Il 13 settembre 2019 si conclude l'operazione Crisalide 3 con 28 arresti nei confronti di presunti esponenti dei Cerra-Torcasio-Gualtieri accusati di associazione mafiosa, traffico di stupefacenti tra Lamezia Terme, Nicastro e San Luca ed estorsione[85][86][87].

### Oggi - Le 4 operazioni del 2021 e lo scioglimento del comune di Badolato
- 21 luglio 2020: Operazione Imponimento contro i clan Anello e Fruci[88][89][90][91].
- 15 aprile 2021: Operazione Molo 13 contro i Gallace.[92][93]
- 15 aprile 2021: Operazione Keu contro i Gallace[94][95][96][97].
- 3 maggio 2021: Operazione Alibante contro i Bagalà[98][99][100][101].
- 17 maggio 2021: Operazione Anteo contro i Giorgi, i Mancuso, i Soriano, gli Iozzo-Chiefari e i Sia-Procopio[102][103][104][105].

Il 19 aprile 2025 viene sciolto il comune di Badolato per la seconda volta.

## Struttura

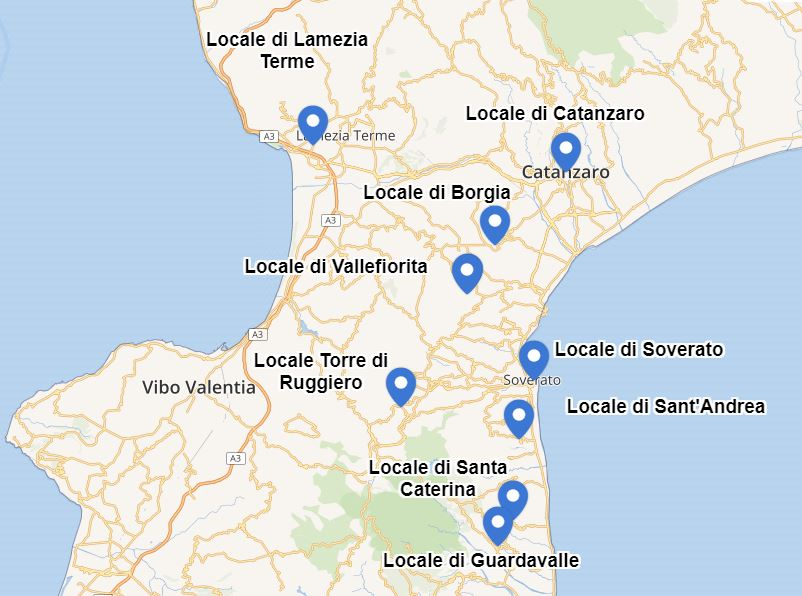
locali di 'ndrangheta in Provincia di Catanzaro

Nel catanzarese la 'ndrangheta, come nel resto della regione è suddivisa in locali.

### Elenco locali
- Locale di Borgia
- Locale di Catanzaro
- Locale di Guardavalle
- Locale di Lamezia Terme
- Locale di Sant'Andrea Apostolo dello Ionio
- Locale di Santa Caterina dello Ionio
- Locale di Soverato[107]
- Locale di Torre di Ruggiero
- Locale di Vallefiorita
- Locale di Sant'Elia

### Elenco 'ndrine
- Bagalà (Nocera Terinese, Falerna e Lamezia Terme)[107]
- Bubbo (Petronà, Cerva e Sersale)[3][69]
- Carpino (Petronà, Cerva e Sersale)[3][69][107]
- Cannizzaro-Daponte-De Luca-Pagliuso (Lamezia Terme)[107]
- Catarisano-Abbruzzo-Gualtieri-Cossari (Borgia e Roccelletta di Borgia)[69]
- Catanzariti (Catanzaro)[3]
- Cerra-Torcasio-Gualtieri (Nicastro e Lamezia Terme)[3][69][107]
- Costanzo-Di Bona e Gaglianesi (Catanzaro)[3][107]
- Dattilo (Lamezia Terme)
- De Sensi (Nicastro e Lamezia Terme)
- Emmanuele (Santa Caterina dello Ionio)[107]
- Ferrazzo (Mesoraca)[3]
- Fruci (Acconia di Curinga, San Pietro Lametino e Maida)
- Gallace-Novella (Guardavalle)[3][69][107]
- Gallelli (Badolato)[108]
- Giacobbe (Borgia)[3]
- Giampà (Nicastro e Lamezia Terme)[3][69]
- Grande Aracri (Cutro)[69]
- Gualtieri (Lamezia Terme)[3][69][107]
- Iannazzo (Sambiase e Lamezia Terme)[3][69][107]
- Iozzo-Chiefari (Cardinale, Chiaravalle e Torre di Ruggiero)[3][69]
- Mandalari (Guardavalle)
- Mazzotta (Curinga e San Pietro a Maida)
- Mercuri (Nicastro e Lamezia Terme)
- Mezzatesta (Decollatura)[109][110][111]
- Pane-Iazzolino (Albi, Belcastro, Magisano e Taverna)[3][69][107]
- Muraca (Nicastro e Lamezia Terme)
- Notarianni (Nicastro e Lamezia Terme)
- Pisani (Albi, Belcastro, Magisano e Taverna)
- Pilò-Cossari (Borgia Marina)[3][112]
- Procopio-Lentini (Satriano e Davoli)[3][69][107]
- Pulice-Anzalone-Chieffallo (Sambiase e Lamezia Terme)
- Scalise (Decollatura)[109][110][111]
- Scumaci (Botricello)[3][69][107]
- Sia-Procopio-Tripodi (Soverato, Montauro, Montepaone, Gagliato e Petrizzi)[3][69][107]
- Tolone-Catroppa (Vallefiorita)[3][69][107]
- Trovato (Marcedusa)

## Comuni sciolti
- Badolato (2014[113] - 2025[106])
- Borgia (2010)
- Botricello (2003) DPR annullato
- Guardavalle (2003)[114], (2021) DPR annullato[115]
- Isca sullo Ionio (1992)
- Lamezia Terme (1991, 2002, 2017[8])
- Marcedusa (2001)
- Petronà (2017[8])
- Sant'Andrea Apostolo dello Ionio (1991) Amministrazione reintegrata
- Sorbo San Basile (2017)[69]

### ASL sciolte
In base all'art. 143 T.U.E.L., dal 1991 sono state sciolte cinque aziende sanitarie calabresi per infiltrazioni della 'ndrangheta di cui per ultima quella della provincia di Catanzaro il 12 settembre 2019.
- Azienda sanitaria della provincia di Catanzaro - (2019)[116]

## Cultura di massa
Il 28 giugno 2018 va in onda il primo episodio dal titolo "Il codice di Angela" del programma di RAI 1 Cose Nostre sulla vicenda di Angelo Donato e Santo Panzarella tra Filadelfia e Curinga.
Il 5 luglio 2018 va in onda il secondo episodio dal titolo "Lamezia brucia Rocco si ribella" del programma di RAI 1 Cose Nostre sulla Faida di Lamezia Terme e di Rocco Mangiardi.